# Třída Mackerel
Třída Mackerel (jinak též třída T-1) byla třída ponorek námořnictva Spojených států amerických z doby studené války. Ponorky sloužily k testování nových technologií a jako cvičné cíle při výcviku protiponorkového boje. Písmeno „T“ v jejich názvu proto znamenalo „Target“ (cíl). Třída byla ve službě v letech 1953–1973. Jedna ponorka se zachovala jako muzejní loď.

## Stavba
Obě ponorky postavila v letech 1952–1953 loděnice Electric Boat Company (součást koncernu General Dynamics) v Grotonu ve státě Connecticut.
Jednotky třídy Mackerel:
| Jméno                | Založení kýlu  | Spuštěna          | Vstup do služby    | Status |
| -------------------- | -------------- | ----------------- | ------------------ | --- |
| USS Mackerel (SST-1) | 1. dubna 1952  | 17. července 1953 | 9. října 1953      | Zamýšlena jako experimentální ponorka (AGSS-570), dokončena jako cvičná ponorka USS T-1 (SST-1), v červenci 1956 přejmenována na Mackerel, vyřazena 31. ledna 1973, dne 18. října 1978 potopena jako cvičný cíl. |
| USS Marlin (SST-2)   | 1. května 1952 | 14. října 1953    | 20. listopadu 1953 | Zařazena jako USS T-2 (SST-2), v červenci 1956 přejmenována na Marlin, vyřazena 31. ledna 1973, muzejní loď ve Freedom Park v Omaze ve státě Nebraska.                                                           |

## Konstrukce

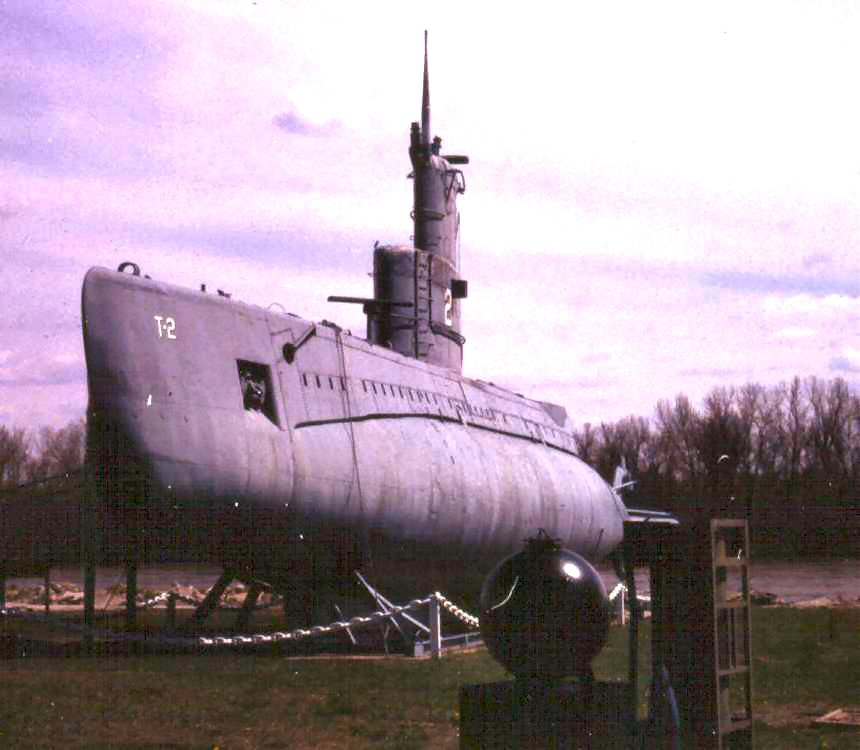
Vyřazená USS Marlin v roce 1995

Ponorky byly vyzbrojeny jedním 533mm torpédometem. Pohonný systém tvořily dva diesely a dva elektromotory, pohánějící jeden lodní šroub. Nejvyšší rychlost byla 10 uzlů na hladině a 10,5 uzlu pod hladinou.